# Tyberij Korponaj
Tyberij Tyberijowycz Korponaj, ukr. Тиберій Тиберійович Корпонай, ros. Тиберий Тибериевич Корпонай, Tibierij Tibierijewicz Korponaj (ur. 15 lipca 1958 w obwodzie zakarpackim, zm. 5 stycznia 2021) – ukraiński piłkarz pochodzenia węgierskiego, grający na pozycji obrońcy, a wcześniej pomocnika, trener piłkarski.

## Kariera piłkarska

### Kariera klubowa
Jego młodsi bracia Adalbert i Iwan również byli znanymi piłkarzami. Pierwszym profesjonalnym klubem w karierze był miejscowy Zakarpattia Użhorod. W 1980 został zaproszony do Karpat Lwów, ale po zakończeniu sezonu powrócił do Zakarpattia. W 1987 bronił barw Torpeda Łuck, po czym w następnym roku przeszedł do Kreminia Krzemieńczuk, w którym zakończył karierę.

## Kariera trenerska
Jeszcze będąc piłkarzem łączył funkcje trenerskie w klubie Kremiń Krzemieńczuk. Potem pozostał w strukturze klubu prowadząc Kremiń w 1993 (od września do końca roku), od sierpnia 1994 do czerwca 1995 oraz od sierpnia do końca 1995. Potem kontynuował pracę w Kreminiu na stanowisku asystenta trenera.